# Pakistan Railways
Pakistan Railways (en ourdou : پاکستان ریلویز) est la compagnie ferroviaire publique du Pakistan. Elle a hérité du réseau du Raj britannique lors de la création du pays en août 1947. Basée à Lahore, la compagnie est l'un des principaux employeurs du pays avec un effectif de 72 000 personnes et détient un réseau de 11 000 kilomètres reliant la plupart des grandes villes, et transportant près de 70 millions de voyageurs en 2019.
Gérée par le gouvernement fédéral, la compagnie souffre d'une mauvaise gestion et d'un sous-investissement ayant conduit à de nombreux problèmes techniques et accidents meurtriers. Elle fait toutefois l'objet d’investissements stratégiques dans le cadre du corridor économique Chine-Pakistan signé en 2016.

## Histoire

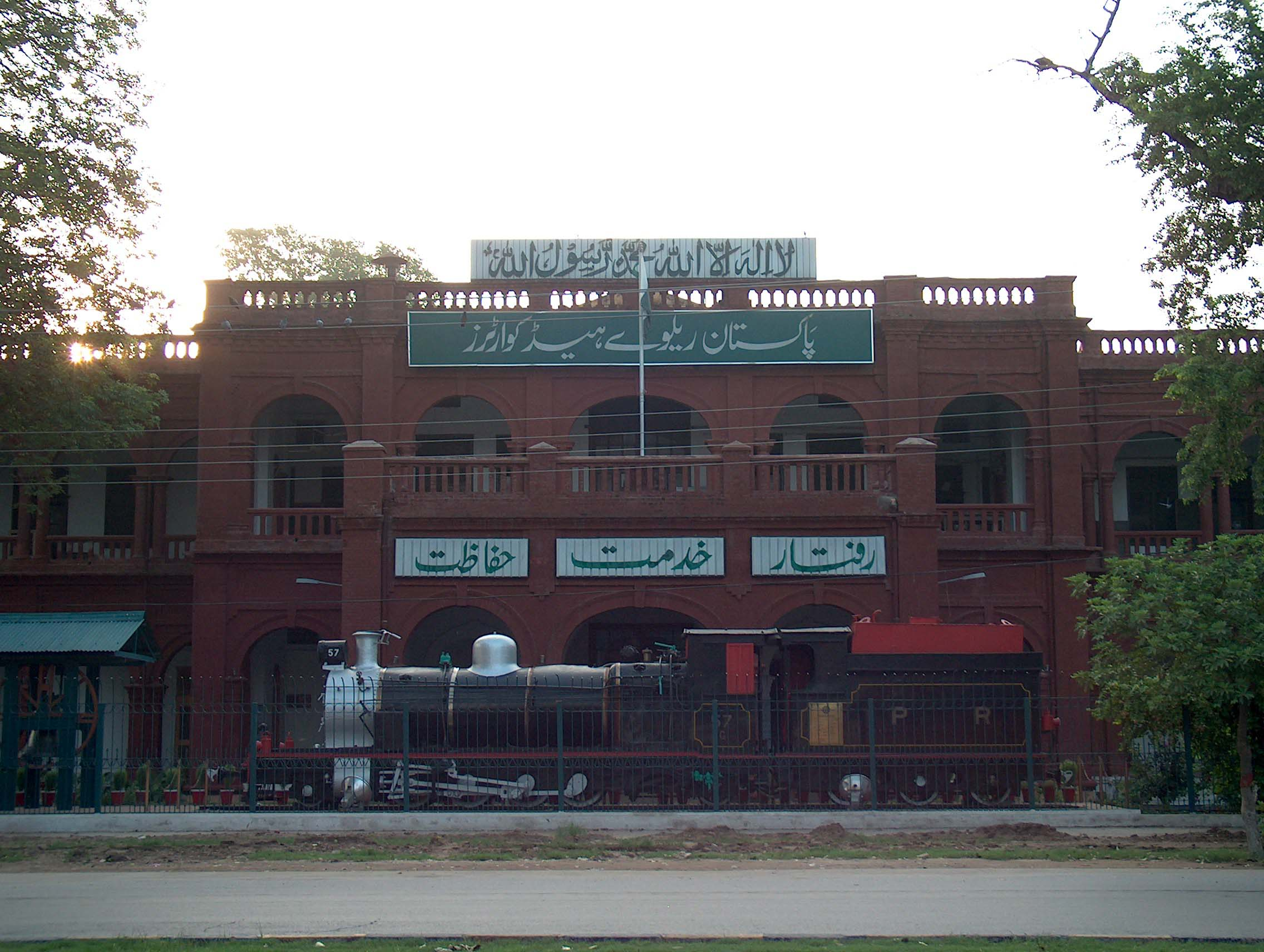
Bureaux de la Pakistan Railways à Lahore.

La compagnie Pakistan Railways nait en même temps que la création du Pakistan lors de la partition des Indes, durant l'été 1947. Elle est créée par transfert de propriété de la compagnie North Western Railways vers le nouvel État. Le réseau alors existant a été créé par de nombreuses petites compagnies privées qui ont fusionné au fil du temps. La première ligne, reliant Karachi à Kotri sur 170 kilomètres, est ainsi créée le 13 mai 1861.
Quatre compagnies émergent sous le Raj britannique : Scinde Railways, Indian Flotilla Company, Punjab Railways et Delhi Railways. Fusionnées sous le nom Scinde, Punjab & Delhi Railways, elles sont achetées par le Secrétaire d'État à l'Inde en 1885 et renommées North Western State Railways l'année suivante, avec son siège à Lahore. Dès le début du XXe siècle, le réseau relie Karachi jusqu'à Peshawar en passant par Lahore et Rawalpindi.
Depuis l’indépendance, la compagnie souffre d'un sous-investissement important, conduisant à de nombreux problèmes de sécurité et d'incidents techniques. Certaines lignes ont été abandonnées, d'autres sont mal entretenues et le matériel souffre de nombreuses pannes. En conséquence, le train n'est plus toujours vu comme le moyen de transport le plus rapide ou meilleur marché, et la compagnie souffre d'une baisse de fréquentation. En 2017, son déficit s'élevait à 36 milliards de roupies pour un chiffre d'affaires de 50 milliards. La gestion du ministère des chemins de fer du gouvernement fédéral est souvent pointée du doigt, accusée de népotisme et corruption. 

## Réseau

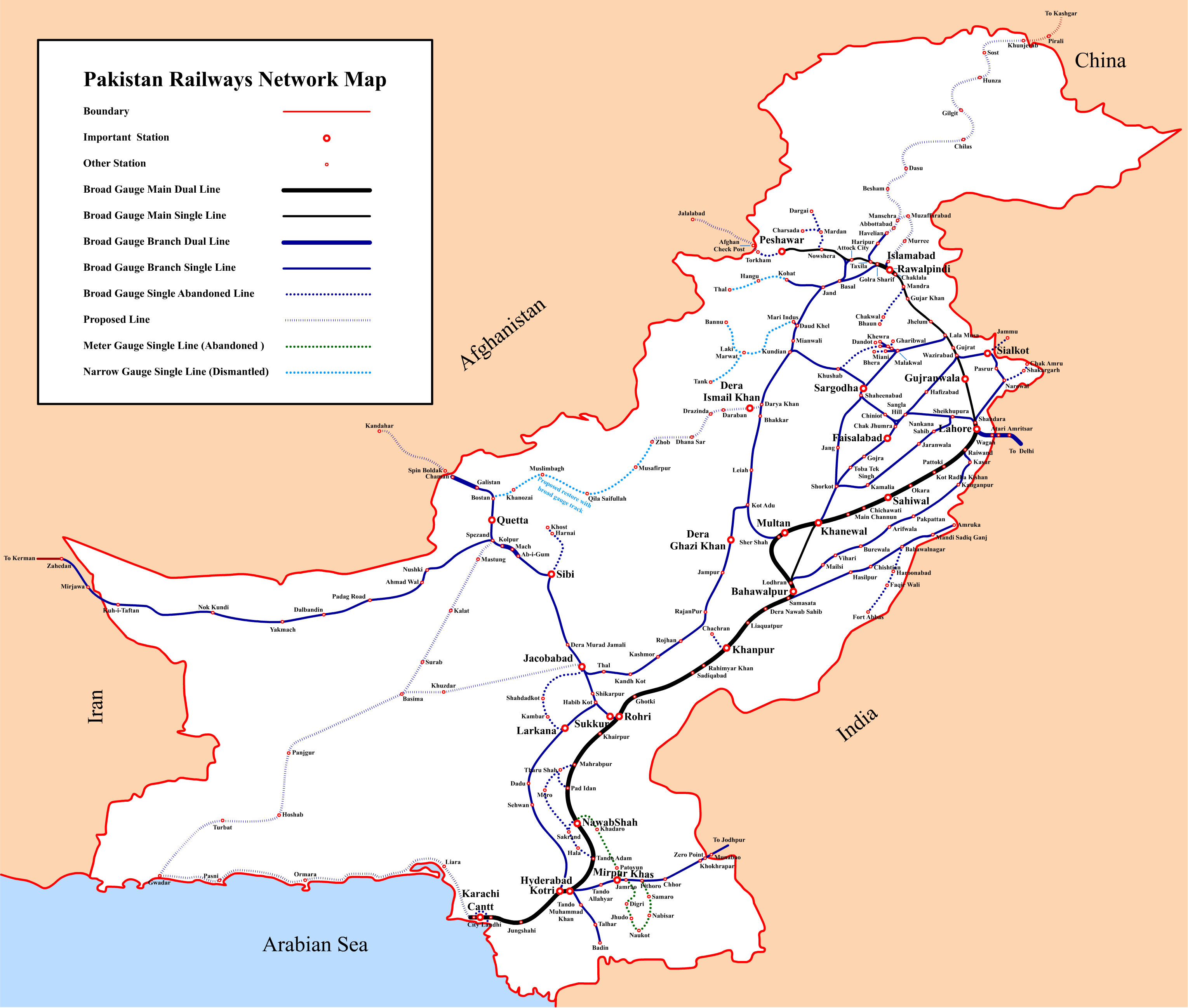
Réseau actuel (2016) et extensions projetées.

Lors de la création du Pakistan en août 1947, le réseau ferré dont hérite le pays est de 8 000 kilomètres. Le gouvernement pakistanais continue son développement avec de nouvelles lignes pour relier Mardan et Charsadda en 1954. Une autre ligne reliant Kot Adu à Kashmore est construite entre 1969 et 1973. 
D'un autre côté, certaines lignes ont été abandonnées voire démantelées dans le cadre de programmes d'économies, surtout à compter des années 1980. Toutefois, plusieurs projets de rénovations et de créations de nouvelles lignes sont prévues depuis les années 2010, notamment dans le cadre d'investissements conclus lors de la signature du corridor économique Chine-Pakistan en 2016 qui prévoit une rénovation et extension du réseau d'ici 2030. 
La ligne principale de Karachi à Peshawar sera notamment rénovée pour huit milliards de dollars, ainsi que 300 locomotives. Il est également prévu un ambitieux plan d'extension du réseau vers le Baloutchistan et dans le Gilgit-Baltistan, dans le cadre de la stratégie chinoise des nouvelles routes de la soie. Le but est de relier le nouveau port de Gwadar via deux lignes de trains venant de Karachi et Quetta, avec en outre une nouvelle connexion vers l'Afghanistan et une autre de mille kilomètres vers la Chine, entre Havelian et Kachgar dans le Xinjiang,.

## Accidents

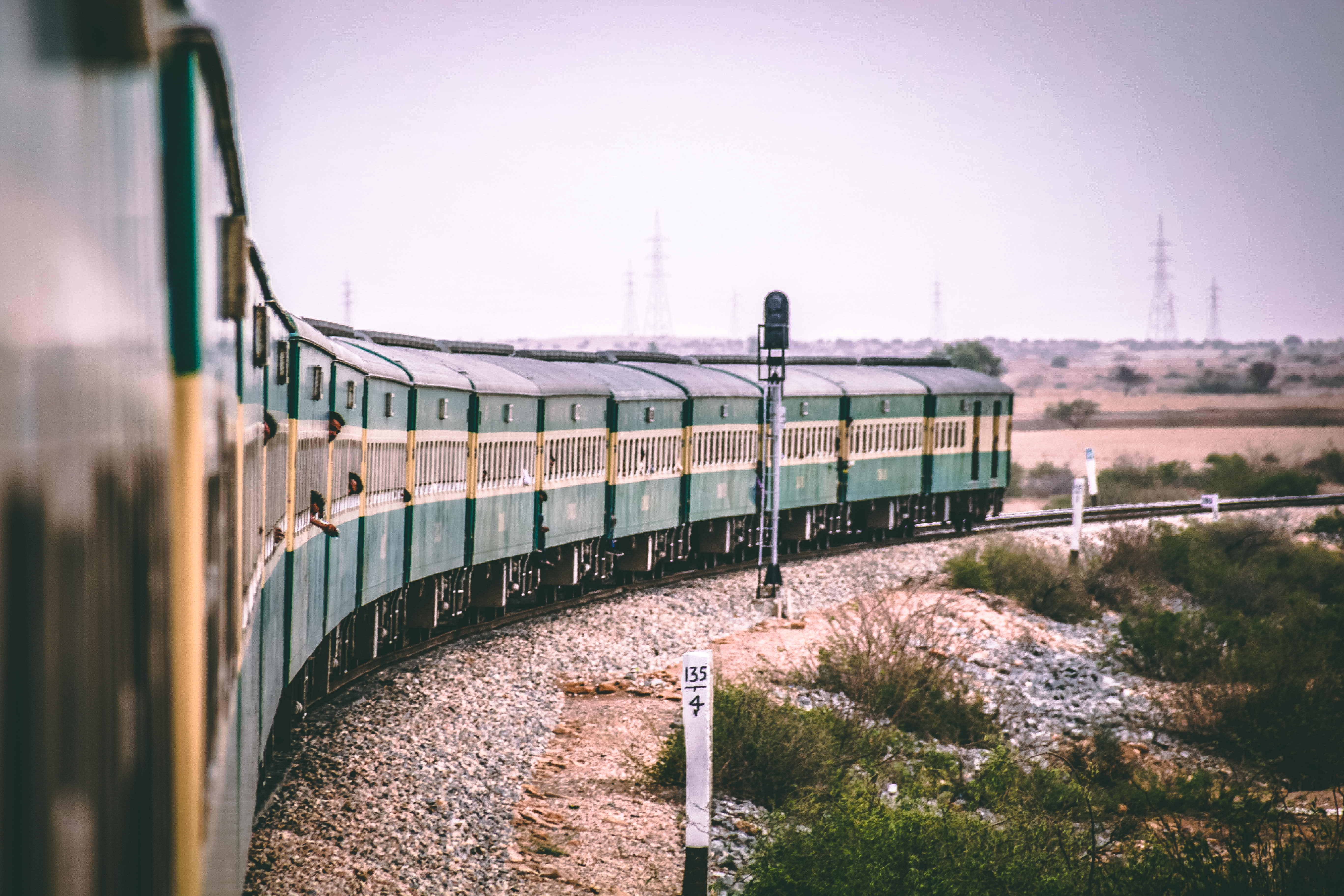
Train circulant en 2016.

Le mauvais entretien du réseau et du matériel roulant a entrainé de nombreux accidents, parfois très meurtriers, d'autant que les trains sont souvent surchargés. Le plus grave a tué près de 300 personnes à Sukkur le 4 janvier 1990, à la suite d'une erreur d'aiguillage. Le 13 juillet 2005, une collision entre trois trains à la gare de Sarhad cause plus de 130 morts et la destruction de 17 wagons. Le 31 octobre 2019, une explosion accidentelle d'une bonbonne de gaz que des passagers utilisaient pour chauffer un repas entraîne la destruction totale de trois voitures et le décès de 65 passagers à Rahim Yar Khan.
Les trains pakistanais ont aussi parfois été victimes d'attentats terroristes. Entre 2000 et 2018, 96 personnes ont été tuées et 480 blessés dans 137 attaques. 